# Zonbu

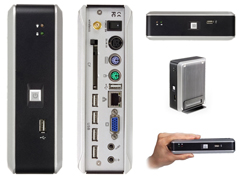
PC miniatura Zonbu.

Zonbu es una compañía de tecnología que vende plataformas de computación que combinan un servicio centrado en web, un PC de factor de forma pequeño, y una arquitectura de software basada en fuente abierta.

## Hardware
El hardware Zonbu, llamado el Zonbox, es un mini computador de escritorio de 6¾" × 4¾" × 2¼". Está basado en memoria Flash, no tiene ventilador, y por lo tanto es efectivamente silencioso. Las especificaciones oficiales del dispositivo son como sigue:
- CPU Via Eden de 1.2 GHz (núcleo C7 Esther)
- 512 MB RAM
- Ethernet 10/100 Mbits
- Puertos PS/2 para teclado y ratón, Puerto para pantalla VGA, y 6 puertos USB 2.0
- CompactFlash de 4 GB para almacenamiento local
- Gráficos de hasta 2048 x 1536 con 16 millones de colores – aceleración de hardware para gráficos y MPEG2

Desensamblado por los propietarios ha mostrado que la Zonbu incluye importantes opciones para la expansión interna:
- Ranura mini PCI (para una tarjeta inalámbrica opcional)
- Conector IDE, con espacio en la carcasa para un disco duro de 2,5"
- Puertos serial y paralelo

La primera generación del hardware Zunebox es idéntica al eBox-4854 vendido por DMP Electronics en Taiwán.

## Servicio
Los planes de suscripción de Zonbu incluyen almacenamiento en línea (usando Amazon S3), actualizaciones automáticas, ayuda en línea y acceso remoto de archivos. El servicio de suscripción es promovido como una reducción de la molestia de las tareas de mantenimiento típicas del computador, tales como la reparación del hardware, instalación de software, actualizaciones y mejoras, y eliminación de software malicioso.

## Arquitectura de software
El Zonbu OS es una versión adaptada de Linux basada en la distribución Gentoo usando el entorno de escritorio Xfce. Está dirigido a usuarios no técnicos, y la interfaz de usuario se enfoca más en la simplicidad que en características avanzadas.
La arquitectura del sistema de archivos combina un sistema de archivos solapados transparente (donde son pioneras las distribuciones Live CD de Linux) con un servicio de respaldo en línea. Los datos del usuario son almacenados en un caché local en una tarjeta CompactFlash, después se cifran de forma transparente con un cifrado de 128-bit y se transfieren a los servidores almacenamiento remoto en Amazon S3.

## Aplicaciones
Zonbu viene precargado con un número de aplicaciones de software, incluyendo 30 juegos ocasionales. Este software incluye el navegador Web Firefox, la suite de productividad OpenOffice.org y el servicio de teléfono IP de Skype.
Con el sistema operativo por defecto, no se permite al usuario instalar ningún software de terceros. Se supone que el conjunto de aplicaciones por defecto cubre las necesidades de usuarios no técnicos de una segunda PC para el hogar. Sin embargo, Zonbu proporciona instrucciones para desbloquear el sistema operativo e instalar software adicionalhttp://www.zonbu.com/doc/doku.php?id=developer_edition]. El procedimiento es altamente técnico y previsto para una minoría de usuarios.

## Beneficios ambientales
Zonbu consume menos de 10 vatios en promedio y 15 vatios bajo plena carga, comparado a 175 vatios para un típico PC de escritorio. Es un computador neutral en la emisión de carbón gracias este diseño y el grado regulatorio de compensación de carbón comprado por Zubu a Climate Trust, un proveedor de compensación de carbón. Estas compensaciones toman en cuenta la energía usada por el proceso de fabricación y por el dispositivo sobre su vida útil prevista, pero no el servicio del almacenamiento remoto.
El proceso de fabricación de Zonbu cumple con el estándar de la directiva RoHS europea.
La compañía también ofrece un programa de devolución libre para minimizar la Chatarra electrónica ambiental.

## Limitaciones
Como un producto de cliente ligero, se esfuerza en reducir al mínimo la cantidad de energía usada, Zonbu carece de algunas características:
- Zonbu no incluye un disco duro grande. En su lugar, una tarjeta de memoria 4Gb sirve de caché local para los documentos antes de sincronizarlos y de almacenarlos en línea vía el S3 de Amazon. Esto proporciona respaldo automático, pero se tiene que pagar extra por este servicio de respaldo y la banda ancha de alta velocidad para transportar estos archivos sobre la Internet.
- Uno no puede tener múltiple cuentas de usuario en una caja de Zonbu.
- No viene con monitor, el teclado, ratón, adaptador WiFi, altavoces o unidad óptica. Sin embargo, está disponible una opción de WiFi como una mejora interna o externa. Una unidad óptica ultradelgada opcional ahora está disponible para quemar los CD, y leer y correr DVD.

### Media
- Zonbu Notebook review by LinuxDevices
- Engadget: Zonbu launches subscription-based PC, service plans

- Datos: Q1069222